# Le Rialet
 Le Rialet  es una población y comuna francesa, ubicada en la región de Mediodía-Pirineos, departamento de Tarn, en el distrito de Castres y cantón de Mazamet-Nord-Est.

## Demografía
| 85 | 72 | 51 | 60 | 55 | 40 |
| Para los censos de 1962 a 1999 la población legal corresponde a la población sin duplicidades (Fuente: INSEE [Consultar]) |    |    |    |    |    |